# Tsuda Sanzō
Tsuda Sanzō est un nom japonais traditionnel ; le nom de famille (ou le nom d'école), Tsuda, précède donc le prénom (ou le nom d'artiste).
Tsuda Sanzō (津田 三蔵) (15 février 1855 - 29 septembre 1891) est un policier japonais qui tenta d'assassiner Nicolas II de Russie en 1891 lors de l'incident d'Ōtsu. Il fut condamné pour cela à la prison à perpétuité.

## Biographie
Né dans une famille de samouraïs, il grandit dans un environnement troublé. Alors qu'il n'a que huit ans, son père est emprisonné pour avoir commis un crime. En 1870, Tsuda rejoint l'armée dans laquelle il atteindra le grade de lieutenant.
Il quitte l'armée, et en 1882, il devient policier. Nationaliste fanatique, xénophobe, marqué par l'épisode des traités inégaux, il déteste les Occidentaux, ainsi que l'Empire russe, qui a des litiges frontaliers avec le Japon.
Durant la visite d'État de Nicolas II, il est chargé de surveiller une rue où vont circuler les invités. Il profite de l'occasion et décide de réaliser un attentat. Alors que Nicolas II passe à Ōtsu, Tsuda l'attaque subitement avec son sabre et le blesse à la tête. Tsuda est arrêté.
Le procès de Tsuda s'ouvre deux semaines après l'attentat.
Lors de celui-ci, il défend son geste, affirme avoir agi par patriotisme et parle de l'Empire russe comme un Etat hostile.
Soutenu par l'opinion publique, le gouvernement fit pression sur la Cour de justice pour appliquer à Tsuda l'article 116 qui prévoyait la peine de mort pour des actes contre l'empereur, l'impératrice ou le prince héritier. Cependant, le juge Kojima Iken reconnut que l'article 116 ne s'appliquait pas dans ce cas et condamna l'accusé à la prison à perpétuité.
Il fut envoyé sur une île surnommée la « Sibérie japonaise ». Cependant, le 30 septembre de cette année, il meurt en prison d'une pneumonie. Selon une autre version, il se serait suicidé en ne s'alimentant plus.
Après l'incident, dans son village natal, il fut interdit de donner son nom aux nouveau-nés, et sa famille fut ostracisée. Certaines personnes demandaient à renommer la ville d'Ōtsu pour ne plus faire l'association avec l'incident.